# Opius propectoralis
Opius propectoralis är en stekelart som beskrevs av Fischer 1979. Opius propectoralis ingår i släktet Opius och familjen bracksteklar. Inga underarter finns listade i Catalogue of Life.